# 津軽山地
津軽山地（つがるさんち）は、青森県津軽半島の北西・北東から南東にかけて広がる標高200〜700mの山地である。南北性の平行する2本の隆起帯（背斜構造）と一致している。それぞれ、中山山地から梵珠山地に至る隆起帯、平舘山地である。

## 主な山
- 中山山地：矢形石山、増川岳、浜名岳、四ツ滝山、木無岳 - 第三系の貫入岩や噴出岩で構成
- 平舘山地：坊主岳、尖岳、鳥岳、袴腰岳、丸屋形岳 - 火山性岩石。低いが、登頂困難な山が多い。
- 梵珠山地（ぼんじゅさんち）：玉清水山、袴腰岳、赤倉岳、大倉岳、馬ノ神山、梵珠山